# Wild Ones (альбом Кипа Мура)
| Совокупная оценка    | Совокупная оценка |
| Источник             | Оценка            |
| -------------------- | ----------------- |
| Metacritic           | 72/100            |
| Оценки критиков      |                   |
| Источник             | Оценка            |
| AllMusic             | [ 1 ]             |
| Entertainment Weekly | B+                |
| Nash Country Weekly  | B+                |
| PopMatters           | [ 5 ]             |

Wild Ones — второй студийный альбом американского кантри-музыканта Кипа Мура, изданный 21 августа 2015 года на лейбле MCA Nashville. Диск достиг четвёртого места в американском хит-параде Billboard 200 с дебютным тиражом 40 000 копий, а также стал № 2 в кантри-чарте США Top Country Albums.
К ноябрю 2015 года тираж достиг 63 400 копий в США.

## История
Альбом получил положительные отзывы музыкальной критики и интернет-изданий, например AllMusic, PopMatters. Журнал Rolling Stone назвал его одним из лучших кантри-альбомов 2015 года и включил в свой список 40 Best Country Albums of 2015 на позиции № 6.

### Рейтинги
| Публикация           | Ранг | Список                             |
| -------------------- | ---- | ---------------------------------- |
| Entertainment Weekly | 5    | The 10 Best Country Albums of 2015 |
| Rolling Stone        | 6    | 40 Best Country Albums of 2015     |

## Список композиций
| №   | Название                 | Автор(ы)                                     | Длительность |
| --- | ------------------------ | -------------------------------------------- | ------------ |
| 1.  | «Wild Ones»              | Kip Moore, Chris DeStefano, Brett James      | 3:24         |
| 2.  | «Come and Get It»        | Moore, James, Manny Medina                   | 4:57         |
| 3.  | «Girl of the Summer»     | Moore, Troy Verges, Blair Daly               | 2:59         |
| 4.  | «Magic»                  | Moore, Westin Davis, Luke Dick               | 3:38         |
| 5.  | «That Was Us»            | Moore, Davis, Dan Couch                      | 4:01         |
| 6.  | «Lipstick»               | Moore, Justin Weaver, David Frasier, Davis   | 4:20         |
| 7.  | «What Ya Got On Tonight» | Moore, Verges, Daly                          | 3:02         |
| 8.  | «Heart’s Desire»         | Moore, Couch, Adam Browder, Erich Wigdahl    | 4:23         |
| 9.  | «Complicated»            | Moore, DeStefano, Rodney Clawson             | 3:04         |
| 10. | «I’m to Blame»           | Moore, Weaver, Davis                         | 2:17         |
| 11. | «That’s Alright with Me» | Moore, Couch, Dick                           | 3:38         |
| 12. | «Running for You»        | Moore, Verges, Daly                          | 3:35         |
| 13. | «Comeback Kid»           | Moore, Erik Dylan, Ross Copperman, Jeff Hyde | 3:14         |

## Чарты
| Чарт (2015)                        | Лучший результат |
| ---------------------------------- | ---------------- |
| Австралия (ARIA)                   | 46               |
| Канада (Canadian Albums Chart)     | 5                |
| США (Billboard 200)                | 4                |
| США (Billboard Top Country Albums) | 2                |